# Penin (Pas-de-Calais)
Penin est une commune française située dans le département du Pas-de-Calais en région Hauts-de-France. Ses habitants sont appelés les Peninois. La commune est membre de la communauté de communes des Campagnes de l'Artois.

## Géographie

### Localisation
Localisée dans le sud-est du département du Pas-de-Calais, Penin est une commune rurale située, à vol d'oiseau, à 6 km au nord-ouest d'Avesnes-le-Comte et à 20 km à l'ouest d’Arras (chef-lieu d'arrondissement).
Le territoire de la commune est limitrophe de ceux de sept communes.
Les communes limitrophes sont  Ambrines, Averdoingt, Berles-Monchel, Izel-lès-Hameau, Maizières, Tincques et Villers-Sir-Simon.

### Géologie et relief
La superficie de la commune est de 9,14 km2 ; son altitude varie de 108  à   151 mètres.

### Hydrographie
La commune est située dans le bassin Artois-Picardie. Elle n'est drainée par aucun cours d'eau,.

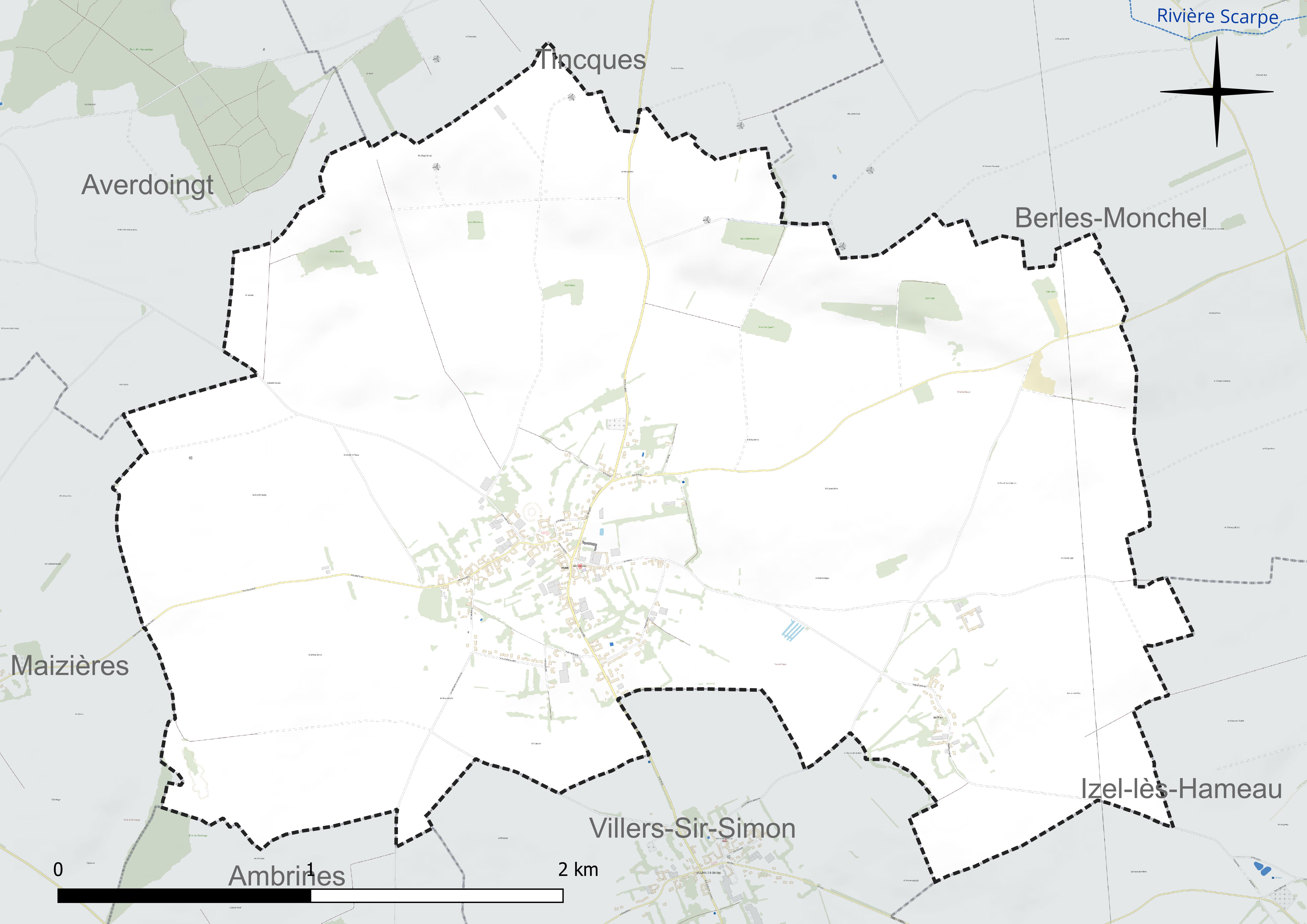
Réseau hydrographique de Penin.

### Climat
Pour des articles plus généraux, voir Climat des Hauts-de-France et Climat du Nord-Pas-de-Calais.
En 2010, le climat de la commune est de type climat des marges montargnardes, selon une étude du Centre national de la recherche scientifique (CNRS) s'appuyant sur une série de données couvrant la période 1971-2000. En 2020, Météo-France publie une typologie des climats de la France métropolitaine dans laquelle la commune est exposée à un climat océanique et est dans la région climatique Côtes de la Manche orientale, caractérisée par un faible ensoleillement (1 550 h/an) ; forte humidité de l'air (plus de 20 h/jour avec humidité relative > 80 % en hiver), vents forts fréquents.
Pour la période 1971-2000, la température annuelle moyenne est de 10,1 °C, avec une amplitude thermique annuelle de 14,1 °C. Le cumul annuel moyen de précipitations est de 850 mm, avec 12,6 jours de précipitations en janvier et 9,3 jours en juillet. Pour la période 1991-2020, la température moyenne annuelle observée sur la station météorologique la plus proche, située sur la commune de Saulty à 13 km à vol d'oiseau, est de 10,4 °C et le cumul annuel moyen de précipitations est de 899,7 mm,. Pour l'avenir, les paramètres climatiques de la commune estimés pour 2050 selon différents scénarios d'émission de gaz à effet de serre sont consultables sur un site dédié publié par Météo-France en novembre 2022.

### Milieux naturels et biodiversité
L’Inventaire national du patrimoine naturel (INPN) recense plusieurs espèces faunistiques et floristiques sur le territoire de la commune dont certaines sont protégées et d’autres menacées et quasi-menacées.

## Urbanisme

### Typologie
Au 1er janvier 2024, Penin est catégorisée commune rurale à habitat dispersé, selon la nouvelle grille communale de densité à sept niveaux définie par l'Insee en 2022.
Elle est située hors unité urbaine. Par ailleurs la commune fait partie de l'aire d'attraction d'Arras, dont elle est une commune de la couronne,. Cette aire, qui regroupe 163 communes, est catégorisée dans les aires de 50 000 à moins de 200 000 habitants,.

### Occupation des sols
L'occupation des sols de la commune, telle qu'elle ressort de la base de données européenne d'occupation biophysique des sols Corine Land Cover (CLC), est marquée par l'importance des territoires agricoles (96 % en 2018), une proportion identique à celle de 1990 (96 %). La répartition détaillée en 2018 est la suivante : 
terres arables (80,5 %), prairies (15,5 %), zones urbanisées (4 %). L'évolution de l'occupation des sols de la commune et de ses infrastructures peut être observée sur les différentes représentations cartographiques du territoire : la carte de Cassini (XVIIIe siècle), la carte d'état-major (1820-1866) et les cartes ou photos aériennes de l'IGN pour la période actuelle (1950 à aujourd'hui).

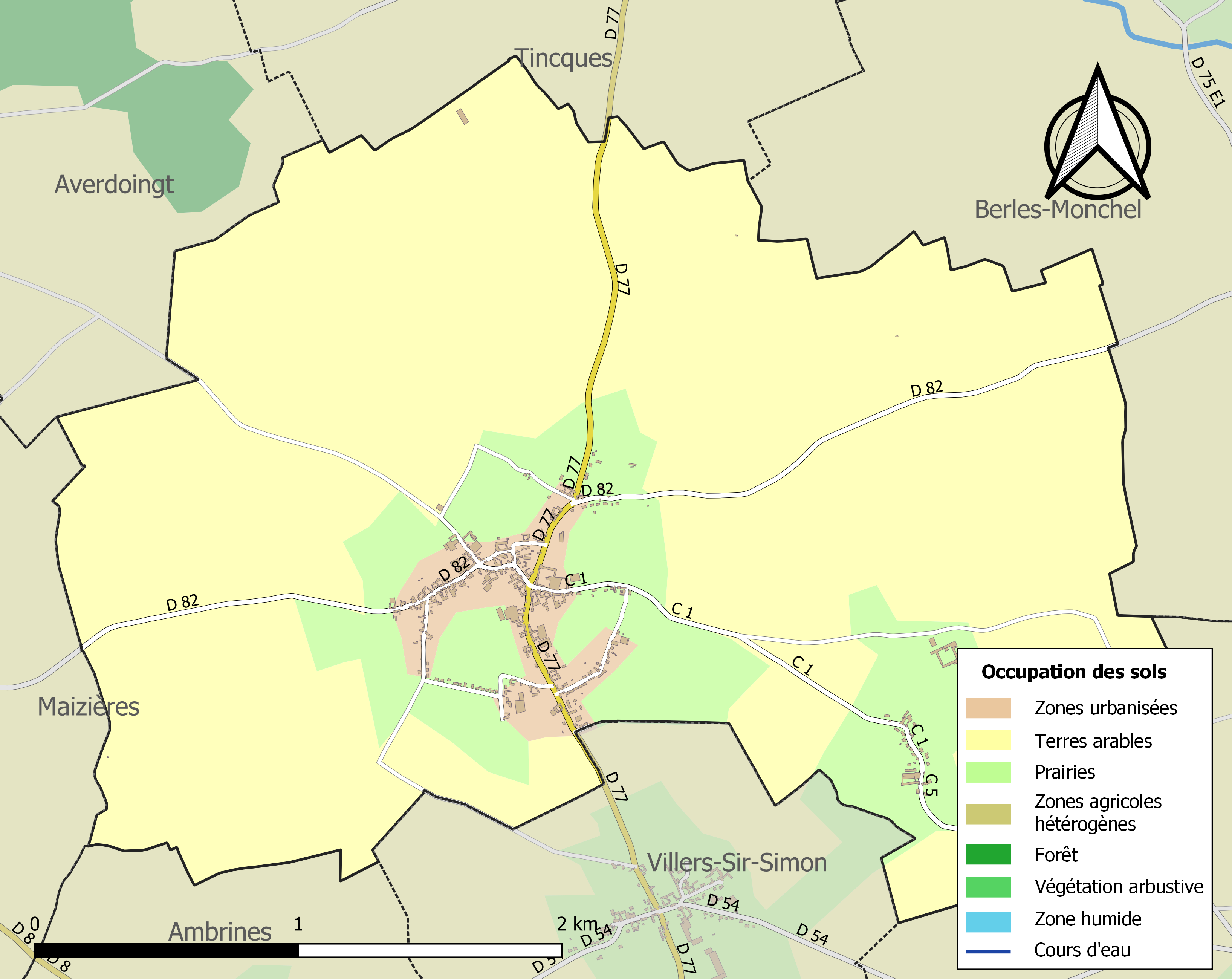
Carte des infrastructures et de l'occupation des sols de la commune en 2018 (CLC).

## Toponymie
Le nom de la localité est attesté sous les formes Penin au XIIe siècle et Penyn en 1275 ; Penin en 1793 et depuis 1801.
Pénin serait un hydronyme pré-romain ; c'est l'hypothèse la plus vraisemblable : Pénin, remontant à Péninio,
serait dérivé d'un mot qui survit également dans le nom de Peene Becque, ruisseau arrosant Noordpeene et Zuytpeene. L'étymologie du mot Peene serait un mot germanique signifiant méandre,.

Cette hypothèse est confortée par l'archéologie. Le village primitif s'est implanté au bord d'un cours d'eau.

## Histoire
Penin est le siège de plusieurs seigneuries dans la société d'Ancien Régime, antérieure à la Révolution française : une des personnalités de la commune est dite seigneur de Penin en partie en 1591.
Le village a donné son nom à une famille noble :
- Antoine de Penin, seigneur de Razincourt, est déclaré noble le 24 octobre 1579, après qu'il a produit les lettres d'anoblissement données à des prédécesseurs par Charles le Téméraire, duc de Bourgogne, le 6 avril 1470[16].
- Antoine de Béthencourt, écuyer, seigneur de Penin en partie, est déclaré noble le 6 avril 1591. Il a pour armes « D'argent, à la bande de gueules à 3 coquilles d'or »[17].

Pendant la Première Guerre mondiale, en septembre 1915, la commune, de même que celles d'Ambrines, Tilloy-les-Hermaville, a servi de lieu de cantonnement à des troupes engagées sur le front de l'Artois (le front passait dans la région de Lens-Vimy-Arras).

## Politique et administration

### Découpage territorial
La commune se trouve dans l'arrondissement d'Arras du département du Pas-de-Calais.

#### Commune et intercommunalités
La commune est membre de la communauté de communes des Campagnes de l'Artois qui regroupe 96 communes et totalise 33 141 habitants en 2021.

#### Circonscriptions administratives
La commune est rattachée au canton d'Avesnes-le-Comte.

#### Circonscriptions électorales
Pour l'élection des députés, la commune fait partie de la première circonscription du Pas-de-Calais.

### Élections municipales et communautaires
Le premier maire de la commune fut de 1790 à 1804 : Jean Martin Gambier (ca1738-1816) cité page 50. C'était le cousin et petit-fils des de Libessart qui furent baillis du village. Rien d'étonnant à cela. La majorité des élus de 1790 sont des paysans aisés (fermiers). Ils occupent 60 % des postes de maire alors qu'ils représentent seulement  5 % de la population. Les paysans moyens (laboureurs et ménagers) se partagent le reste, avec les artisans ruraux (meuniers, maréchaux-ferrants). Les ouvriers agricoles (manouvriers) et les tisserands, éliminés par le cens électoral, sont à peine représentés.
- de 1804 à 1807 : Ange Honoré Lavigne (1762-1809)
- de 1807 à 1809 : Roch Canlerd (1756-1837)

Le Questionnaire de 1790 nous donne généralement le nom des premiers maires, mais le Questionnaire de Pénin a disparu, ainsi que les cahiers de doléances du District de Saint-Pol. Dans le registre de délibérations du Conseil municipal, année 1818, il est fait mention d'un incendie qui aurait ravagé les Archives du District de St-Pol.
Les premiers maires étaient baptisés du nom d'« Officiers Publics ». Ils étaient assistés d'un greffier, qu'on appellera plus tard « secrétaire de mairie ».
- de 1809 à 1812 : Ange Augustin Bocquet
- de 1812 à 1813 : Adrien Dorlencourt
- de 1813 à 1816 : Jacques Cousin
- de 1816 à 1857 : Hubert Deloeuvacq
- de 1857 à 1870 : Louis Desplanques
- de 1870 à 1871 : Henri Brassart
- de 1871 à 1876 : Louis Desplanques
- de 1876 à 1880 : Oscar Ulmar Deligne
- de 1880 à 1898 : Louis Desplanques
- de 1898 à 1912 : Joachim LAaigle
- de 1912 à 1919 : René Thilliez
- de 1919 à 1926 : Charles Cousin
- de 1926 à 1945 : Aimé Lavigne[20][réf. non conforme]

| Période | Période                      | Identité           | Étiquette | Qualité                                     |
| ------- | ---------------------------- | ------------------ | --------- | ------------------------------------------- |
| 1945    | 1946                         | Paul Legru         |           |                                             |
| 1946    | 1953                         | Paul Thilliez      |           |                                             |
| 1953    | 1959                         | Gérard Lavigne     |           |                                             |
| 1959    | 1965                         | Fernand Neveu      |           |                                             |
| 1965    | 1977                         | Michel Lavigne     |           |                                             |
| 1977    | 1989                         | Paul Diéval        |           |                                             |
| 1989    | 1995                         | Edmée Bocquet      |           |                                             |
| 1995    | 2014                         | Jean Marie Lavigne |           |                                             |
| 2014    | En cours (au 6 juillet 2020) | Christian Thilliez |           | Agriculteur, Réélu pour le mandat 2020-2026 |

## Population et société

### Démographie
Les habitants sont appelés les Peninois.

#### Évolution démographique
L'évolution du nombre d'habitants est connue à travers les recensements de la population effectués dans la commune depuis 1793. Pour les communes de moins de 10 000 habitants, une enquête de recensement portant sur toute la population est réalisée tous les cinq ans, les populations de référence des années intermédiaires étant quant à elles estimées par interpolation ou extrapolation. Pour la commune, le premier recensement exhaustif entrant dans le cadre du nouveau dispositif a été réalisé en 2007.

En 2022, la commune comptait 468 habitants, en évolution de −1,27 % par rapport à 2016 (Pas-de-Calais : −0,72 %, France hors Mayotte : +2,11 %).
| 1793 | 1800 | 1806 | 1821 | 1831 | 1836 | 1841 | 1846 | 1851 |
| ---- | ---- | ---- | ---- | ---- | ---- | ---- | ---- | ---- |
| 554  | 671  | 568  | 577  | 591  | 596  | 603  | 602  | 603  |

| 1856 | 1861 | 1866 | 1872 | 1876 | 1881 | 1886 | 1891 | 1896 |
| ---- | ---- | ---- | ---- | ---- | ---- | ---- | ---- | ---- |
| 603  | 555  | 554  | 567  | 545  | 534  | 539  | 504  | 515  |

| 1901 | 1906 | 1911 | 1921 | 1926 | 1931 | 1936 | 1946 | 1954 |
| ---- | ---- | ---- | ---- | ---- | ---- | ---- | ---- | ---- |
| 507  | 490  | 446  | 396  | 403  | 357  | 359  | 387  | 371  |

| 1962 | 1968 | 1975 | 1982 | 1990 | 1999 | 2006 | 2007 | 2012 |
| ---- | ---- | ---- | ---- | ---- | ---- | ---- | ---- | ---- |
| 371  | 346  | 330  | 333  | 330  | 356  | 402  | 409  | 452  |

| 2017 | 2022 | - | - | - | - | - | - | - |
| ---- | ---- | - | - | - | - | - | - | - |
| 474  | 468  | - | - | - | - | - | - | - |

#### Pyramide des âges
La population de la commune est relativement jeune.
En 2018, le taux de personnes d'un âge inférieur à 30 ans s'élève à 43,1 %, soit au-dessus de la moyenne départementale (36,7 %). À l'inverse, le taux de personnes d'âge supérieur à 60 ans est de 18,0 % la même année, alors qu'il est de 24,9 % au niveau départemental.
En 2018, la commune comptait 235 hommes pour 245 femmes, soit un taux de 51,04 % de femmes, légèrement inférieur au taux départemental (51,50 %).
Les pyramides des âges de la commune et du département s'établissent comme suit.
| Hommes | Classe d’âge | Femmes |
| ------ | ------------ | ------ |
| 0,4    | 90 ou +      | 1,7    |
| 3,9    | 75-89 ans    | 4,6    |
| 13,0   | 60-74 ans    | 12,5   |
| 18,6   | 45-59 ans    | 12,9   |
| 22,8   | 30-44 ans    | 23,5   |
| 23,7   | 15-29 ans    | 17,4   |
| 17,6   | 0-14 ans     | 27,5   |

| Hommes | Classe d’âge | Femmes |
| ------ | ------------ | ------ |
| 0,5    | 90 ou +      | 1,6    |
| 5,6    | 75-89 ans    | 8,9    |
| 16,7   | 60-74 ans    | 18,1   |
| 20,2   | 45-59 ans    | 19,2   |
| 18,9   | 30-44 ans    | 18,1   |
| 18,2   | 15-29 ans    | 16,2   |
| 19,9   | 0-14 ans     | 17,9   |

## Culture locale et patrimoine

### Monuments historiques
- Le château. Les façades et les toitures des bâtiments, datant du XVIe siècle et du XVIIIe siècle, font l’objet d’une inscription au titre des monuments historiques depuis le 9 septembre 1975[32].
- Le polissoir, datant du Néolithique, fait l’objet d’une inscription au titre des monuments historiques depuis le 14 septembre 1979[33].

#### Autres lieux et monuments
- L'église Saint-Martin.
- Le monument aux morts[34].

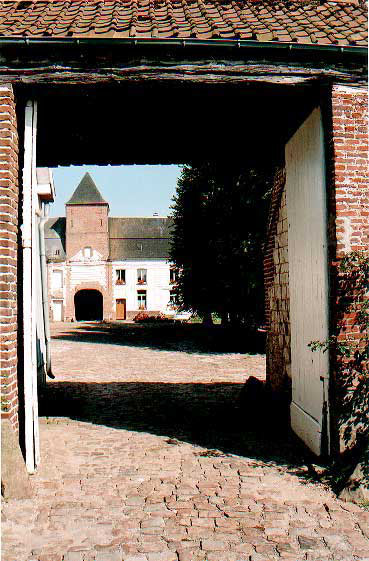
Le château.
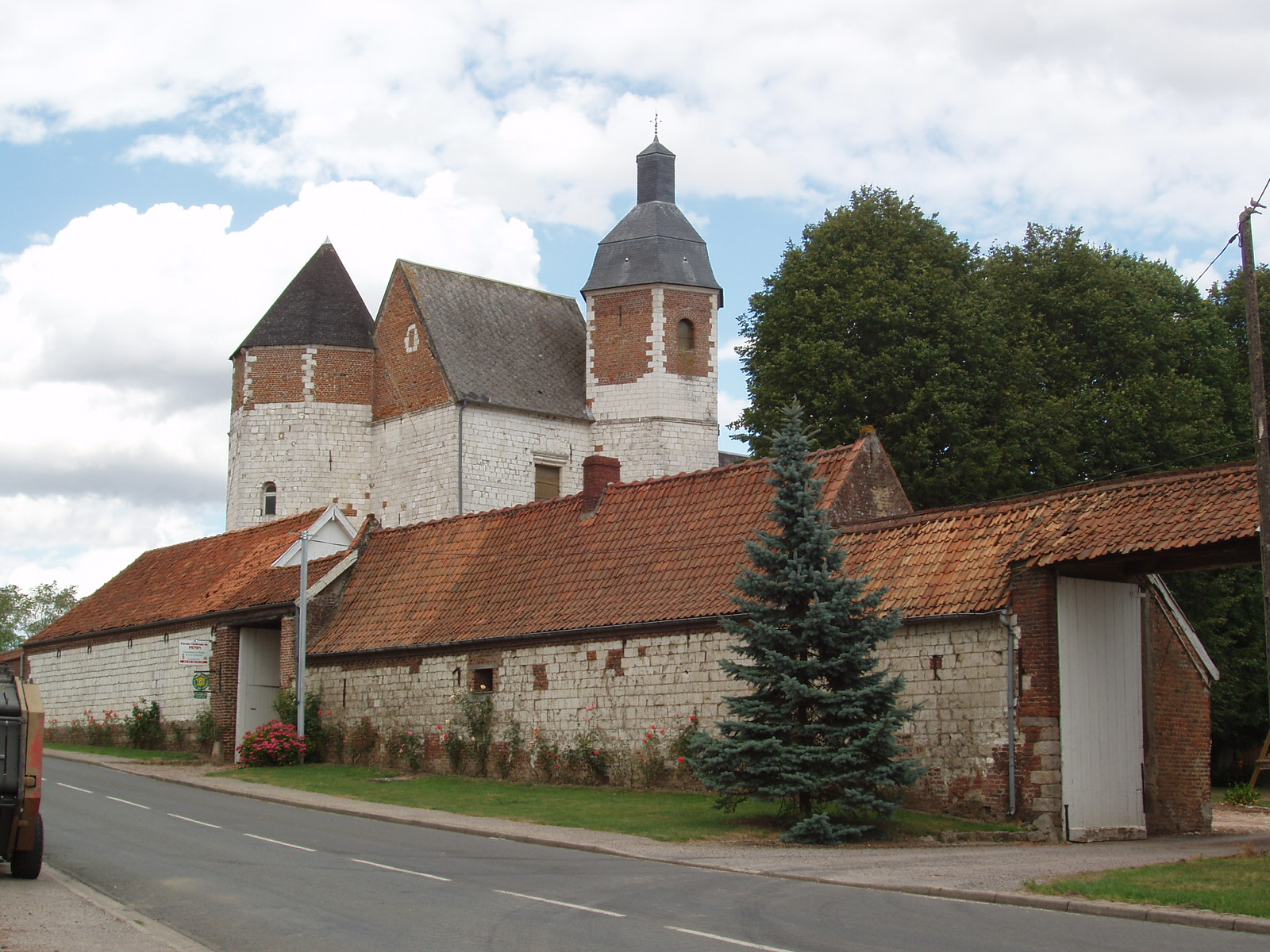
Le château.
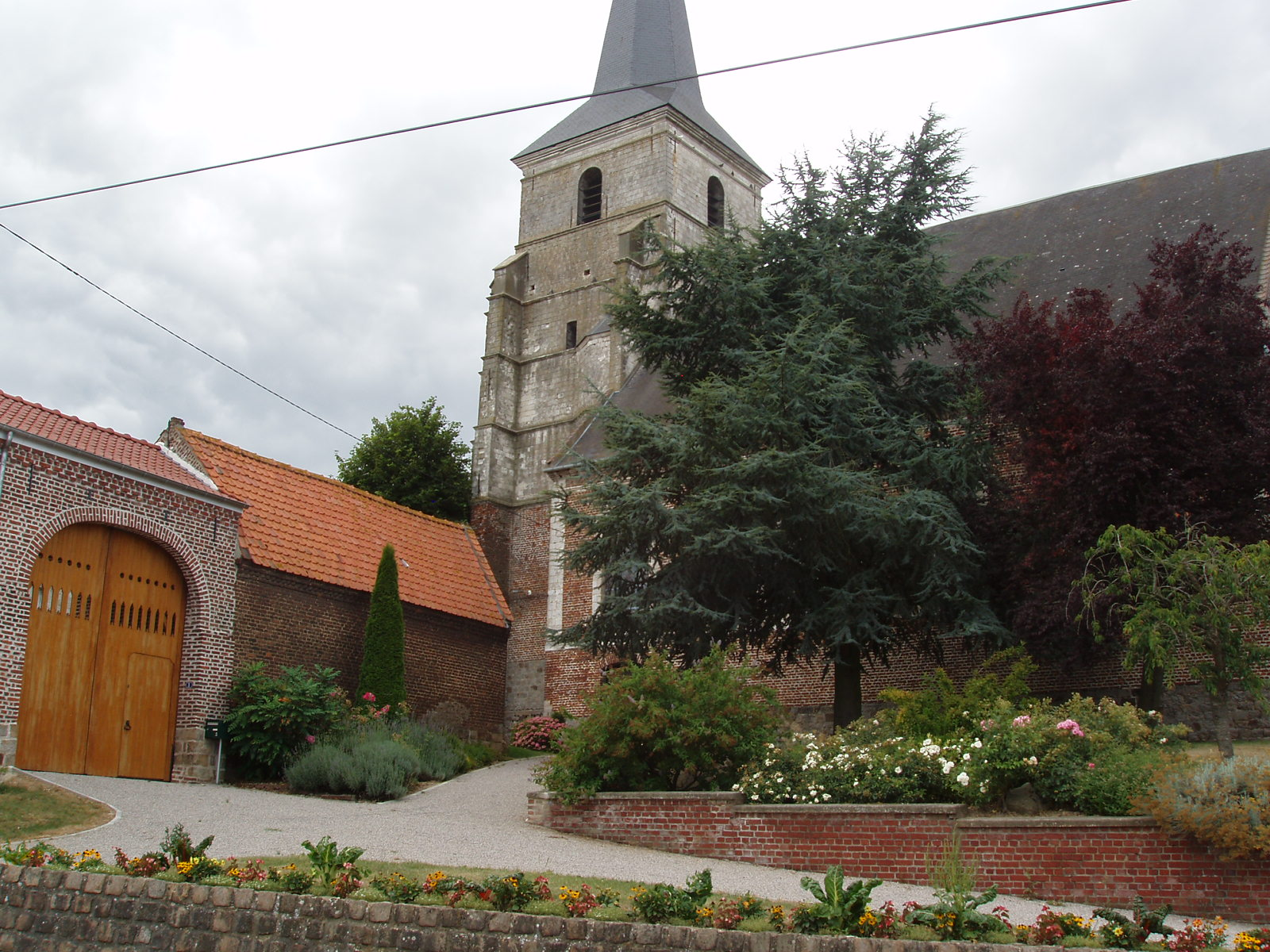
L'église Saint-Martin et le porche.

### Héraldique
| Blason de Penin | Blason  | Coupé : au 1er de gueules à l'église d'argent, ouverte et ajourée du champ, au 2e d'argent à la montagne de six coupeaux de gueules. |
| Blason de Penin | Détails | Le statut officiel du blason reste à déterminer.                                                                                     |

## Pour approfondir

#### Bases de données, dictionnaires et encyclopédies
- Ressources relatives à la géographie :   - Insee (communes)
  - Ldh/EHESS/Cassini
- Ressource relative à plusieurs domaines :   - Annuaire du service public français
- Notices d'autorité :   - BnF (données)